# 钝叶腺柳
钝叶腺柳（学名：Salix chaenomeloides f. obtusa）为杨柳科柳属腺柳下的一个变型。

## 扩展阅读
- 維基物種上的相關：钝叶腺柳